# Karl (båt)

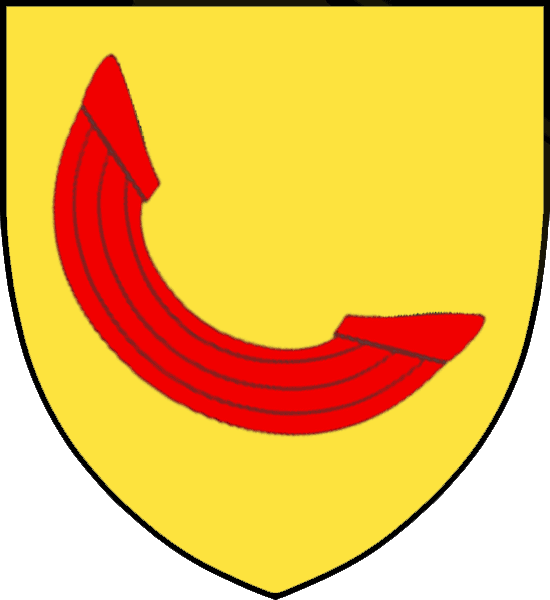
Vapen för ätten Bååt

Karl, födelseår okänt, död 6 juli 1338, blev biskop i Linköpings stift 1307. Han förde en båt i sitt vapen och förs därför ibland till släkten Bååt, men exakt hur han skulle vara släkt med denna är oklart.
Karl var en stark anhängare till hertigarna Erik och Valdemar. Han blev 1307 biskop i Linköping och var 1318 en bland fredsstiftarna i Roskilde. Han nämns främst bland de svenska herrar som i juni undertecknade Oslotraktaten 1319 för att bevaka unionen mellan Sverige och Norge under konung Magnus Eriksson, och deltog i Skara-föreningen 1322 emot konungens mors, hertiginnan Ingeborgs, inflytelse i riksstyrelsen. Karl verkade för Linköpings domkyrkobyggnad och för stiftsungdomens undervisning även vid universitetet i Paris samt visade stor patriotism i kampen mot Ryssland. Han dog 6 juli 1338 och begravdes i Linköpings domkyrka. 